# きゅうりのキューちゃん
きゅうりのキューちゃんは、東海漬物（本社・愛知県豊橋市）が製造・販売しているキュウリの醤油漬けで、日本の漬物の商品名の一つ。

## 歴史
- 1962年、発売開始。中国・杭州産のキュウリ「四葉（スーヨー）キュウリ」を使用。発売当初は塩分は10%以上あったが、現在は半分以下の3.8%となっている。
- 1967年、内閣総理大臣賞を受賞。
- 1971年、低温熟成方式を採用。
- 1973年、「きゅうりのキューちゃん」専用工場を愛知県田原市に建設。漬物業界で初のJAS認定工場である。
- 1977年、10億袋を突破。
- 1981年、農林大臣賞を受賞。
- 1991年、食品ヒット大賞の「ロングセラー賞」を受賞。
- 1998年、味と品質はそのままに、保存料・合成着色料を一切使わない品質改良に成功。
- 2007年、原材料に高知県産のショウガと沖縄県産のゴーヤを薬味として追加し、食物繊維を3000mg（1袋あたり）配合するなどの品質改良。
- 2012年、「キューちゃんかつおだし風味」を新発売。
- 2015年、「こつぶキューちゃん」を新発売。

## 商品開発の経緯
漬物の販売はこれまで、漬物専門店の店頭の樽に詰めているものを小分けして販売されるのが普通であった。東海漬物の先代社長の大羽至（おおば いたる）がアメリカを視察旅行した際、アメリカ国内での大量生産・大量消費に感銘を受け、その方式が日本の漬物業界にも起きると確信、衛生的で手軽に扱える小袋入りの漬物の開発に着手し、あらゆる試行錯誤を繰り返して誕生したのが「きゅうりのキューちゃん」である。

## キューちゃん
この商品のパッケージに描かれているマスコットキャラクターは初代CMキャラクターの坂本九をイメージしたものであった。デザイナーは服部光。2015年現在パッケージの挿絵として使用されているイラストは、商品発売開始から数えて7代目のものである。日本の漬物業界で最初のマスコットキャラクターも「キューちゃん」である。
なお、漬物業界で初めてCMを放映した商品でもある。

## コラボレーション商品
- ジャパンフリトレー「きゅうりのキューちゃん味 コーンスナック」
- フジパン「スナックサンド きゅうりのキューちゃん&マヨ」
- ニチフリ食品「きゅうりのキューちゃん味ふりかけ」

## 歴代CM出演者
- 坂本九（初代CMキャラクター）[2]
- 布川敏和
- B21スペシャル
- 風間トオル
- 宍戸開
- 角田信朗
- 川口能活
- 山口もえ
- 伊達公子
- 三浦知良
- 高梨沙羅
- 笑福亭鶴瓶（現在出演中・こくうま〔キムチ漬け〕にも出演）[3]